# Fritz Jürges
Fritz Jürges (geboren 11. Oktober 1883 in Gummersbach; gestorben 27. April 1968 in Springe) war ein deutscher Verwaltungsbeamter und jahrzehntelanger Bürgermeister der Stadt Springe am Deister.

## Leben
Nach seinem Schulabschluss durchlief Fritz Jürges die Verwaltungshochschule in Köln. Gegen Ende des Ersten Weltkrieges bewarb er sich um das Amt des Bürgermeisters der Stadt Springe, das er am 1. Oktober 1918 antrat und anschließend 27 Jahre durchgehend innehatte.
Nach dem Tod seiner ersten Frau 1922 heiratete er im Jahr 1925 Eva Schmedes, eine Tochter des im Ort tätigen Pastors Schmedes. In den Jahren der Weimarer Republik entstand zu Jürges Amtszeit ab 1924 das sogenannte „Blumenviertel“, das Areal zwischen der Rosenstraße, der Fünfhausenstraße und der Eisenbahnlinie. Von 1924 bis 1926 wurde unter Jürges der Friedhof neu gestaltet und eingefriedet.
1928 erwarb er die zuvor verlorengegangenen Stadtrechte für Springe zurück und erreichte bis 1929 die Eingemeindung der Gutsbezirke Köllnischfeld und Saupark, wodurch sich die Stadtfläche auf mehr als das Doppelte vergrößerte.
Jürges trat zum 1. August 1935 der NSDAP bei (Mitgliedsnummer 3.695.395). Nach der Machtergreifung durch die Nationalsozialisten betrieb Jürges von 1933 bis 1939 den Bau von 265 als Eigenheim errichteten Wohnungen im Osten Springes.
Jürges Ehefrau Eva ließ 1938 als Vorsitzende des Vaterländischen Frauenvereins das dann vom Roten Kreuz genutzte Haus in der Straße An der Bleiche errichten.
Gegen Ende des Zweiten Weltkrieges verhinderte Fritz Jürges gemeinsam mit einigen anderen Bürgern die geplante Verteidigung Springes gegen die anrückenden Alliierten. Nachdem am 8. Mai 1945 amerikanische Truppen in Springe einmarschierten, beließen sie Jürges im Amt des Bürgermeisters. Auch die nachrückenden Befehlshaber der Britischen Besatzungsmacht bestätigten ihm die Amtsgeschäfte. Durch den von den Engländern eingesetzten Rat der Stadt Springe wurde Jürges am 15. Januar 1946 in das neu geschaffene Amt des Stadtdirektors von Springe „mit 15 gegen eine Stimme und drei Stimmenthaltungen“ gewählt. Aufgrund der Bedenken der Militärregierung wegen seiner früheren Parteizugehörigkeit „sah Jürges sich [jedoch] genötigt, vorzeitig zum 31. März 1946 in Pension zu gehen.“
Fritz Jürges wurde vom Entnazifizierungs-Hauptausschuss für besondere Berufe in Hannover entnazifiziert mit Einstufung in Gruppe IV (Mitläufer), aber ihm wurde das passive Wahlrecht aberkannt, da er mehrere Personen, die der SPD und KPD angehörten, anzeigte und ihre Überführung ins KZ veranlasste. Die entsprechenden Anträge seien von Jürges mit außerordentlicher Schärfe gestellt worden und zielten auf deren Freiheitsentzug aus politischen Gründen ab. Eine Hilfeleistung für eine jüdische Bürgerin, die für Jürges aussagte, und andere positive Einlassungen wurden gewürdigt.
Vor allem in der Nachkriegszeit kümmerte sich Jürges insbesondere um die Belange von Heimatvertriebenen und Besatzungsgeschädigten. Daneben beschäftigte er sich „intensiv mit dem Stadtarchiv und der Stadtchronik und schuf den Grundstock für ein Stadtmuseum.“
In Springe erinnert der Fritz-Jürges-Weg an den langjährigen Bürgermeister der Stadt.